# Milan Red
Der Milan Red war ein geplanter Supersportwagen des 2017 in Leobersdorf gegründeten österreichischen Automobilherstellers Milan Automotive. Aufgrund laufender Ermittlungen gegen den Geschäftsführer Markus Daniel Fux wegen Betrugs wird der Wagen nicht in Serienproduktion gehen.

## Geschichte
Das Fahrzeug wurde am 27. Juli 2018 auf der Burg Kreuzenstein vorgestellt. Insgesamt sollten 99 Exemplare des Supersportwagens gebaut werden, die sich umfangreich individualisieren lassen. Geplant war für den Milan Red ein Fünf-Jahres-Sorglospaket mit einem „Flying-Doctor-Service“, der weltweit greifen sollte. Dabei würde dank einer erweiterten Telemetrie, wie sie auch im Motorsport zum Einsatz kommt, bei Bedarf eine Ferndiagnoseanfrage an das Fahrzeug gesendet und der entsprechend notwendige Ingenieur benachrichtigt. Benannt ist das Fahrzeug nach dem Greifvogel Rotmilan.

## Technik
Das Monocoque mit angeflanschten Crash-Strukturen und Aggregateträgern und die Karosserie des Fahrzeugs bestehen aus kohlenstofffaserverstärktem Kunststoff (KFK). Alle Räder sind einzeln an Doppelquerlenkern aufgehängt, die Radträger sind aus Titan hergestellt und die Querlenker aus KFK. Der Wagen verzögert mit einer Carbon-Keramik-Bremsanlage von Brembo.
Angetrieben wird der Milan Red von einem 975 kW (1325 PS) starken 6,2-Liter-V8-Ottomotor mit einer Quadturboaufladung von AVL List. Auf 100 km/h soll das Fahrzeug in 2,47 Sekunden beschleunigen, die Höchstgeschwindigkeit liegt bei über 400 km/h.

## Betrugsvorwurf und Verurteilung
Am 11. Februar 2019 wurde der Inhaber der Firma Markus Daniel Fux in Untersuchungshaft genommen. Ihm wird vorgeworfen, mehrere Investoren um Millionenbeträge betrogen zu haben. Infolgedessen wurde am 27. März 2019 Insolvenz beantragt und das Unternehmen am folgenden Tag geschlossen. Nach einem Wechsel des Verteidigers gestand Fux die Vorwürfe und wurde zu vier Jahren Haft verurteilt. Das Urteil ist noch nicht rechtskräftig. Seine bisherigen Bewährungsstrafen von 18 Monaten wurden widerrufen. Im Falle einer rechtskräftigen Verurteilung wird eine Gesamthaftstrafe von mehr als fünf Jahren fällig.
Zur Täuschung der insgesamt sieben Investoren nutzte Fux die Namen von Prominenten wie Pamela Anderson, Prinz Albert von Monaco, Sheikh Talib bin Saqr al-Qasimi und Wolfgang Porsche. Seitens dieses Personenkreises sollten bereits Investitions- oder Kaufzusagen vorgelegen haben. Im großen Stil nutzte er den Namen des in der Autobranche sehr bekannten Unternehmers Siegfried Wolf. Er gab immer wieder an, Wolf würde das Projekt leiten und in Kürze zugesagte Investitionen tätigen.